# Mesua garciae
Mesua garciae är en tvåhjärtbladig växtart som först beskrevs av Fernandez- Villar, och fick sitt nu gällande namn av André Joseph Guillaume Henri Kostermans. Mesua garciae ingår i släktet Mesua och familjen Calophyllaceae. Inga underarter finns listade i Catalogue of Life.